# George Atkinson (Stuntman)
George William Atkinson (* 2. Juni 1935 in Shanghai; † 3. März 2005 in Northridge, Kalifornien) war ein US-amerikanischer Stuntman, Laienschauspieler und Geschäftsmann. Er gilt als Gründungsvater der Videotheken in den USA.

## Leben
Atkinson wurde in China geboren und kehrte im Alter von 14 Jahren mit seiner Familie in die USA zurück und zog nach Los Angeles. Dort wirkte er als Stuntman und Kleindarsteller in diversen Filmen mit. Nachdem Ecki Baum in Kassel bereits 1975 den weltweit ersten Videoverleih eröffnet hatte, gründete Atkinson im Herbst 1977  in Los Angeles die erste Videothek der USA. 
Filmstudios in Hollywood begannen damals, Videokopien ihrer Filme zu vermarkten. Ein Film kostete damals etwa 50 Dollar. Atkinson glaubte, dass die meisten Leute nicht bereit wären, diese Summe für ein Video auszugeben, das sie sich nur einige Male ansehen würden. Daraufhin startete er seinen Verleih, die Video Station am Wilshire Boulevard, mit 50 sich damals am Markt befindlichen Videofilmen jeweils als VHS- und Betamax-Kopie. Unter den ersten Exemplaren befanden sich die Filme French Connection – Brennpunkt Brooklyn und die Westernkomödie Zwei Banditen. Um Kapital für den Erwerb weiterer Filme zu sammeln, führte er Clubmitgliedschaften ein. Eine Jahresmitgliedschaft kostete 50 Dollar und eine lebenslange Mitgliedschaft 100 Dollar. Die Mitgliedschaft berechtigte zum Ausleihen eines Videos für 10 Dollar pro Tag. Das Geschäftsmodell wurde schnell ein großer Erfolg und Atkinson betrieb auf dem Höhepunkt seines Erfolges eine Videothekenkette mit über 600 Filialen auf Franchisingbasis. Mitte der 1980er verließ Atkinson Video Station, weil sein Unternehmen in den Bilanzen zu hohe Gewinne ausgewiesen hatte.
Videotheken setzten sich mit den sinkenden Preisen für Videorekorder weltweit durch. Allein in den USA gab es im Jahr 2005 24.000 Videotheken, die mehr als 2,6 Milliarden DVDs und VHS-Videos verliehen.
Atkinson starb im Alter von 69 Jahren an einem Lungenemphysem.